# Veronika Minder

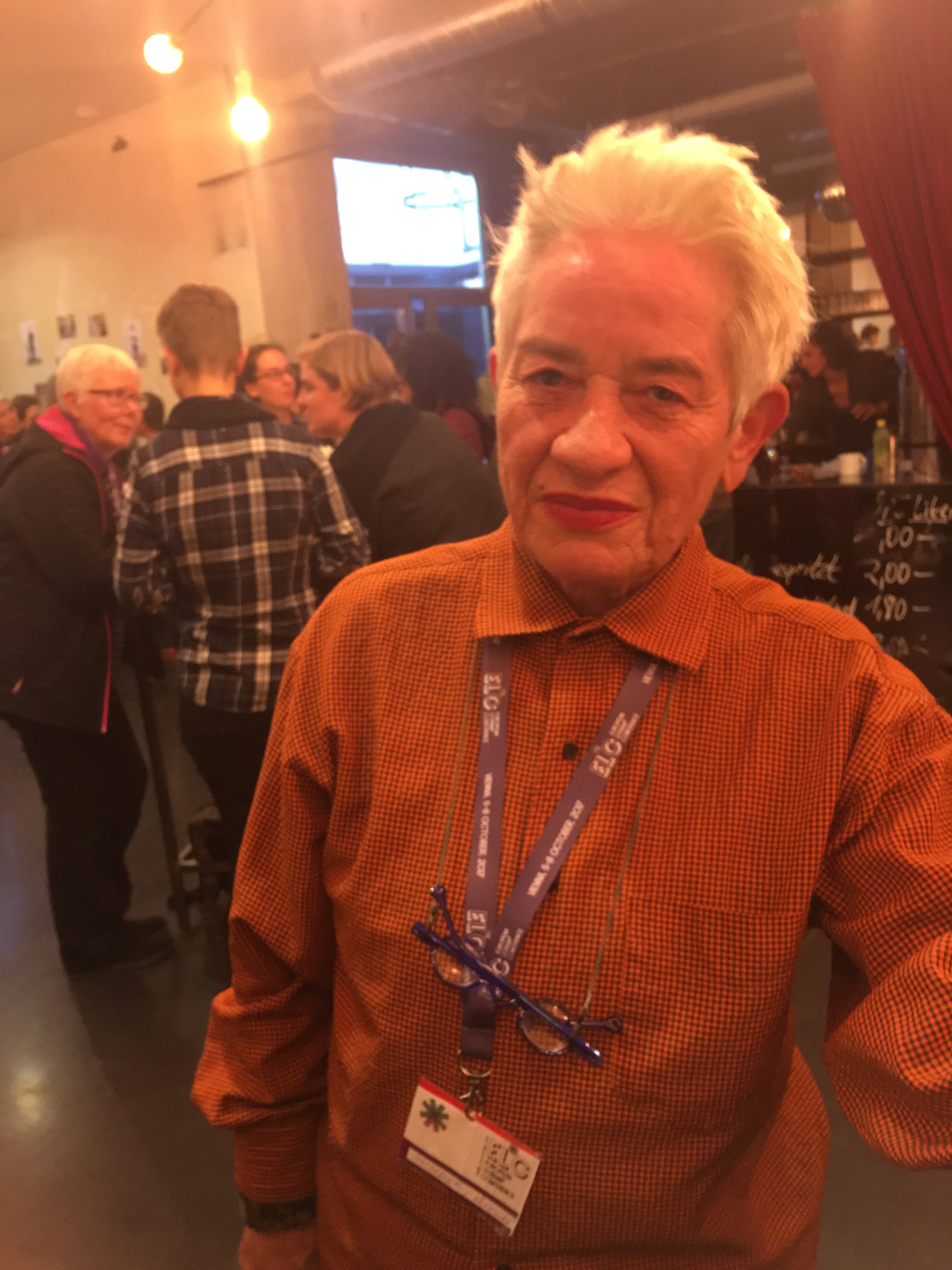
Veronika Minder, 2017

Veronika Minder Grossenbacher (* 9. Februar 1948 in Spiez) ist eine Schweizer Kuratorin, Dramaturgin und Filmregisseurin. Ihr Film «Katzenball» wurde mehrfach ausgezeichnet.

## Leben und Werk
Veronika Minder wurde am 9. Februar 1948 in Spiez geboren. Nach ihrem Studium der Kunstgeschichte ist sie in der Musik- und Modebranche tätig. Mit Patrik Martinez gründete Minder 1996 das LGBTI-Filmfestival Queersicht, das seit 1997 jährlich in Bern stattfindet.
Ihr Film «Katzenball» mit einem Portrait der Fotografin Liva Tresch gewann international mehrere Preise CSD-Stonewall-Award. Ihren zweiten Dokumentarfilm «My Generation» drehte sie unter anderem mit dem 68er Willi Wottreng.
Minder ist Mutter eines Sohns und lebt in Bern.

## Filmografie (Auswahl)
Regie und Drehbuch
- 2005: Katzenball (Le bal des chattes sauvages)
- 2012: My Generation

## Auszeichnungen (Auswahl)
Für Katzenball
- 2005: Teddy Award, bester Dokumentarfilm
- 2005: Berner Filmpreis, Dokumentarfilm
- 2005: Zürcher Filmpreis
- 2005: Paris International Lesbian and Feminist Film Festival, bester Dokumentarfilm (Zuschauerpreis)
- 2005: CSD-Stonewall-Award